# Nederlandse Publieke Omroep
A Nederlandse Publieke Omroep (rövidítése: NPO, magyarul: Holland Közszolgálati Műsorszóró) a hollandiai közszolgálati médiát irányító szervezet neve. Feladata a különböző holland közszolgálati műsorszórók adminisztratív irányítása. Az NPO központja Hilversumben található, ahol számos stúdió és gyártóbázis található. Az Európai Műsorsugárzók Uniójának tagja.

## Története
Hollandiában a közszolgálati médiarendszer egyedi módon alakult ki: a különböző holland társadalmi csoportoknak a saját műsorszóró társaságuk jött létre, amik különböző rádiós és televíziós műsorokat gyártottak az akkoriban NTS által fenntartott rádiós és televíziós csatornáknak. A műsorszórók különböző politikai nézeteket, társadalmi rétegeket képviselnek, amik a tagságuk számarányában kapnak műsoridőt. 2002-ig az adminisztratív irányítás kizárólag a NOS feladata volt, mára a NOS a hír-, politikai és sport műsorok készítésével van megbízva. A 2008-ban életbe lépett törvénnyel az NPO feladata lett még az országos csatornák fenntartása.

## Jogszabályi háttér
Működését a 2008-ban elfogadott holland médiatörvény szabályozza. Ennek értelmében az NPO, mint állami szervezet feladata a közmédiumok irányítása Hollandiában 2020-ig. A szervezet élén két irányító testület van: az igazgatótanács és a felügyelő bizottság (raad van toezicht) . Az igazgatótanács feladata vezetni az országban levő közszolgálati műsorszórókat illetve felügyelni azok működését.

## Az NPO céljai
Az NPO céljai között szerepel a műsorszórók közti együttműködés és kohézió elősegítése, a költségvetés megosztása a műsorszórók között, értékesítési csatornák biztosítása illetve a közszolgálati médiumok fogyasztói imázsának kutatására és a minőség-ellenőrzés fenntartására.